# Elodium
Elodium là một chi rêu trong họ Thuidiaceae.